# 矿坑镇
矿坑镇，是中华人民共和国山東省临沂市兰陵县下辖的一个乡镇级行政单位。

## 行政区划
矿坑镇下辖以下地区：
前马庄村、后马庄村、前罗庄村、中罗庄村、后罗庄村、南坡村、凤凰庄村、郭家沟村、东延寿村、西延寿村、薛南村、兴龙村、湖子峪村、灰泉村、矿坑村、升平庄村、朱柳村、朱柳屯村、惠民庄村、棠林村、单家庄村、后立庄村、楼山沟村和远立庄村。